# Norvelt
 (août 2025).
Norvelt est une census-designated place située dans le comté de Westmoreland, dans l’État de Pennsylvanie, aux États-Unis. Lors du recensement de 2020, elle compte 846 habitants.